# Teresa Malczewska
Teresa Malczewska (ur. 17 listopada 1943 w Korcu) – polska nauczycielka, posłanka na Sejm IX i X kadencji.

## Życiorys
Z wykształcenia geograf, ukończyła w 1977 studia na Uniwersytecie Wrocławskim. Przez wiele lat do czasu przejścia na emeryturę pracowała jako nauczycielka geografii, pełniła też funkcję zastępcy dyrektora Liceum Ogólnokształcącego w Mirsku. W 1976 założyła Zespół Folklorystyczny „Podgórzanie”, który w swym repertuarze ma ludowe tańce, przyśpiewki i obrzędy.
Działała w Związku Młodzieży Wiejskiej, Ludowych Zespołach Sportowych i Kole Gospodyń Wiejskich, przystąpiła także do Związku Nauczycielstwa Polskiego. W 1965 wstąpiła do Zjednoczonego Stronnictwa Ludowego (była członkinią prezydium Wojewódzkiego Komitetu w Jeleniej Górze, a także zastępcą członka plenum Naczelnego Komitetu). Zasiadała w Gromadzkiej i Gminnej Radzie Narodowej, jak również w Wojewódzkiej Radzie Narodowej we Wrocławiu. W latach 1985–1991 przez dwie kadencje zasiadała w Sejmie, mandat uzyskując z okręgu jeleniogórskiego. Po przekształceniu ZSL należała do klubu poselskiego PSL, którego była zastępcą przewodniczącego. W trakcie X kadencji pełniła funkcję przewodniczącej Komisji Polityki Społecznej.

## Odznaczenia
- Krzyż Oficerski Orderu Odrodzenia Polski (2003)[1]
- Krzyż Kawalerski Orderu Odrodzenia Polski (1987)
- Złoty Krzyż Zasługi (1981)
- Brązowy Krzyż Zasługi (1973)